# بروساسكو
بروساسكو هي بلدية (بلدية) في مدينة تورينو الحضرية في المنطقة الإيطالية بيدمونت ، وتقع على بعد حوالي 30 كيلومتر (19 ميل) شمال شرق تورينو . المعالم السياحية الرئيسية هي القلعة و قَصْر إيلينا ، وكلاهما من القرن الثامن عشر.